# Бараж (сериал)
Бараж (на турски: Baraj) е турски сериал, премиерно излъчен през 2020 г.

## Сюжет
Назъм и Нехир се запознават в онлайн сайт за запознанства. В продължение на 4 месеца те си пишат и накрая Нехир изпраща своя снимка на Назъм.
Назъм е впечатлен от красотата на младата жена, но той има белег на лицето и поради това се срамува да й изпрати снимка. Затова той й изпраща снимка на красив млад мъж на име Тарък и се представя за него.
Нехир е впечатлена от Назъм и решава да се видят наживо. Тогава мъжът е принуден да я излъже отново. Планът му се проваля й той моли за помощ Тарък.

## Излъчване
| Сезон | Епизоди | Начало на сезона | Край на сезона | Всички епизоди | ТВ сезон    | ТВ канал | Дата и час      |
| ----- | ------- | ---------------- | -------------- | -------------- | ----------- | -------- | --------------- |
| 1     | 39      | 17 март 2020     | 11 май 2021    | 1 – 39         | 2020 – 2021 | FOX      | вторник (20:00) |

## В България
| Сезон | Епизоди | Начало на сезона  | Край на сезона | Всички епизоди | Година  | ТВ канал | Ден и час на излъчване     |
| ----- | ------- | ----------------- | -------------- | -------------- | ------- | -------- | -------------------------- |
| 1     | 102     | 13 януари 2022 г. | 3 юни 2022 г.  | 1 – 102        | 2022 г. | bTV Lady | всеки делничен ден (21:30) |

## Актьорски състав
- Феяз Думан – Назъм Гюней
- Биран Дамла Йълмаз – Нехир Аксу Гюней Полат
- Бурак Йорук – Тарък Йълмаз
- Гизем Караджа – Бахар Полат-Гюней
- Сумру Яврочук – Зерин
- Иман Казабланка – Зехра
- Батухан Бозкурт Юзгюлеч – Ибрахим
- Топрак Къвълджъм – Мерт
- Тайгун Зунгар – Пеле
- Кюбра Дилара Челен – Мерием
- Самил Кафкас – Халил
- Пънар Акън – Азра
- Озан Гучлу – Демир
- Сабрие Кара – Тюляй
- Корай Шахинбаш – Хакан
- Ирем Тунджер – Фулия
- Хира Сю Йълдъз – Айше
- Незакет Ерден – Нермин
- Рана Джабар – Кемал
- Ехсан Илхан – Яшар
- Месут Йълмаз – Исмет
- Биркан Акьол – Ахмет
- Туна Орхан – Екрем
- Серхат Парил – Алихан
- Айшен Сезерел – Хайрие

## В България
В България сериалът започва на 13 януари 2022 г. по bTV Lady и завършва на 3 юни. На 26 септември 2023 г. започва повторно излъчване и завършва на 8 декември. На 24 януари 2024 г. започва излъчване по bTV и завършва на 20 юни. Дублажът е на студио Медиа Линк. Ролите се озвучават от Мина Костова, Ева Демирева, Георги Георгиев-Гого, Георги Стоянов и Виктор Танев.